# Neocaridina keunbaei
Neocaridina keunbaei is een garnalensoort uit de familie van de Atyidae. De wetenschappelijke naam van de soort is voor het eerst geldig gepubliceerd in 1976 door H.S. Kim.